# قلعة جوفكفا
قلعة جوفكفا (بالأوكرانية: Жовкивський замок؛ بالبولندية: Zamek w Żółkwi) هي قلعة تحتل الساحة الرئيسية لمدينة جوفكفا في أوكرانيا. شيدها الهيتمان البولندي ستانيسلاف جولكيفسكي [الإنجليزية] كمقر إقامته الحصين. بدأ البناء في 1594 واكتمل معظمه في 1606.
كان للقلعة قوس مدخل نموذجي على طراز سيرليو وكانت محاطة بخنادق مائية (يصل عرضها إلى 17 م). كان أحد أجنحة المبنى يستوعب مستودع الأسلحة والإسطبلات. بجانب جناح آخر يجاور سور المدينة مباشرةً. كما شُيدت حديقة بجوار مقر إقامة الهيتمان في 1606. ضمت معرضاً للحيوانات مع بيسون وأيائل وشمواة. كذلك كُرس بالقلعة مصلى بلاطي [الإنجليزية] في 1640.
مَثَل أواخر القرن السابع عشر العصر الذهبي لقلعة جولكيفسكي عندما انتقلت ملكيتها بالوراثة إلى يعقوب سوبياسكي [الإنجليزية] ثم إلى ابنه الملك يوحنا الثالث سوبياسكي، وهو مواطن من جوفكفا. حيث احتفل الملك فيها بانتصاره في فيينا. زُينت واجهة القلعة خلال القرن الثامن عشر بتماثيل ينتمي أصحابها لعائلات جولكيفسكي ودانيلوفيتش وسوبياسكي ورادجيفي.
هُجرت القلعة عقب تقسيم بولندا وبيعت بالمزاد العلني. هُدم المصلى وبعض المباني الأخرى أو أُعيد بنائها خلال القرن التاسع عشر لاستيعاب مدرسة محلية. تعرضت القلعة لمزيد من الأضرار خلال الحرب العالمية الأولى. أُجريت بعض أعمال الترميم قبل الحرب العالمية الثانية مباشرة، لكن الترميم تطلب الكثير بعد انتهاء الأعمال العدائية.

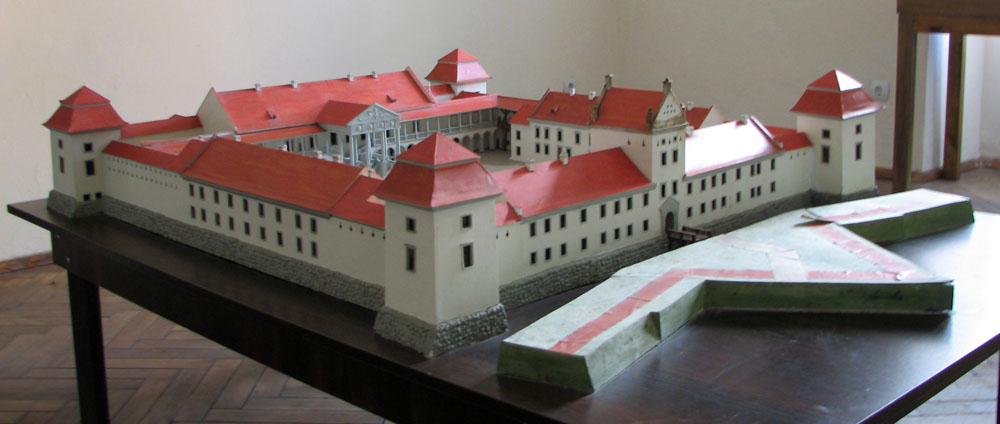
نموذج مصغر للمظهر الأصلي المفترض للقلعة

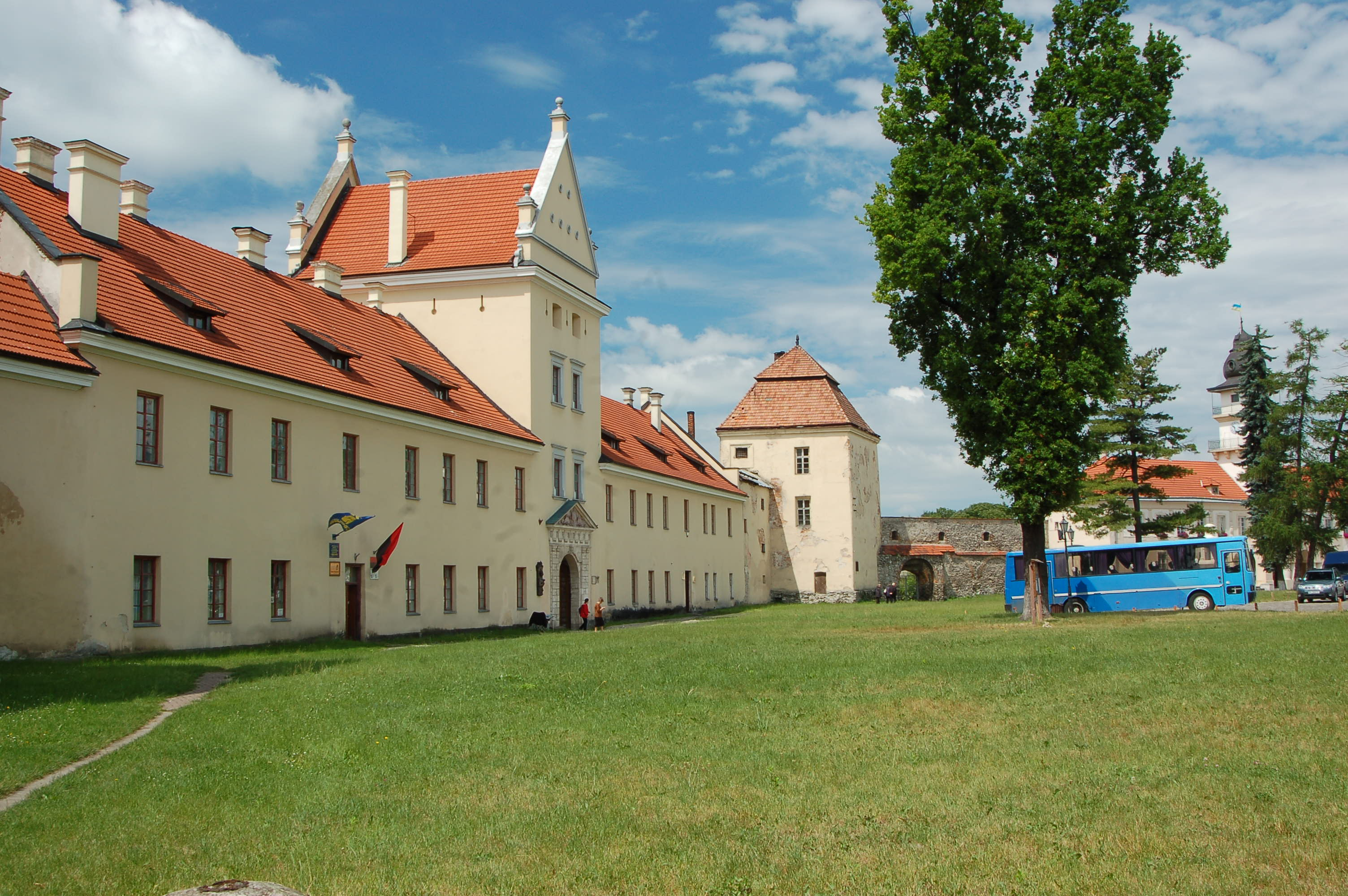
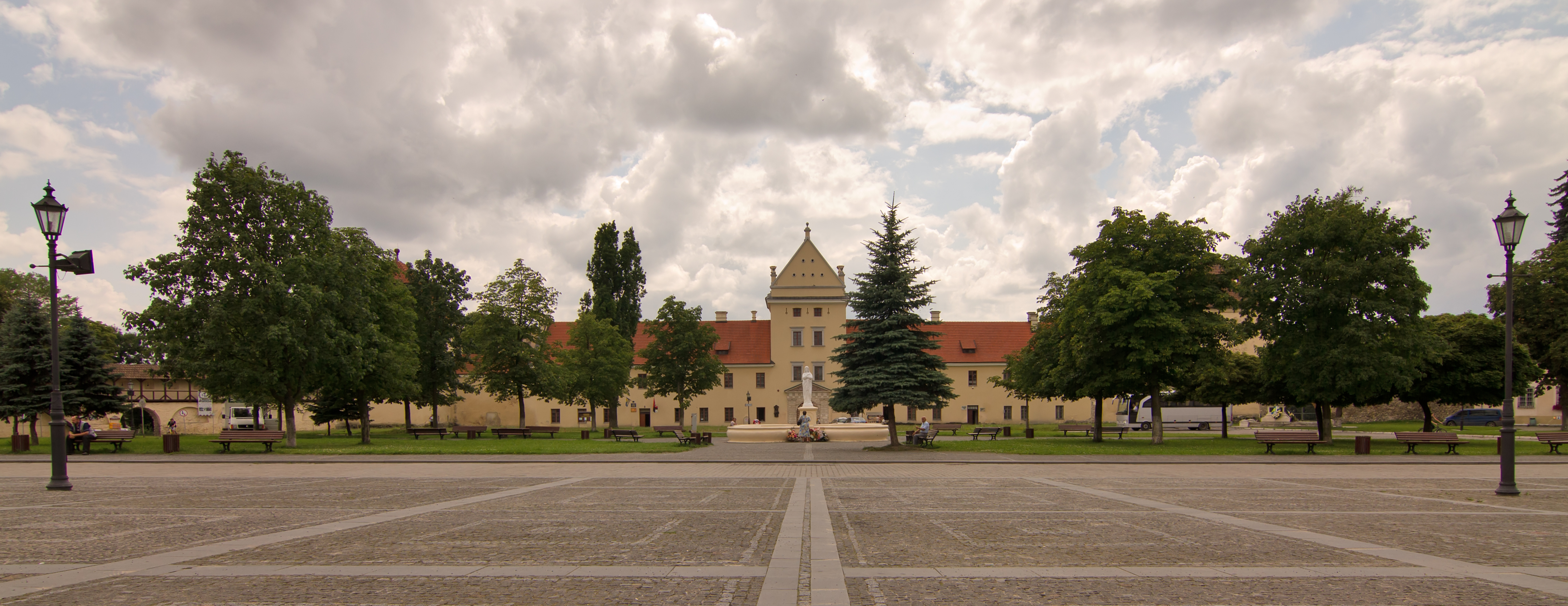
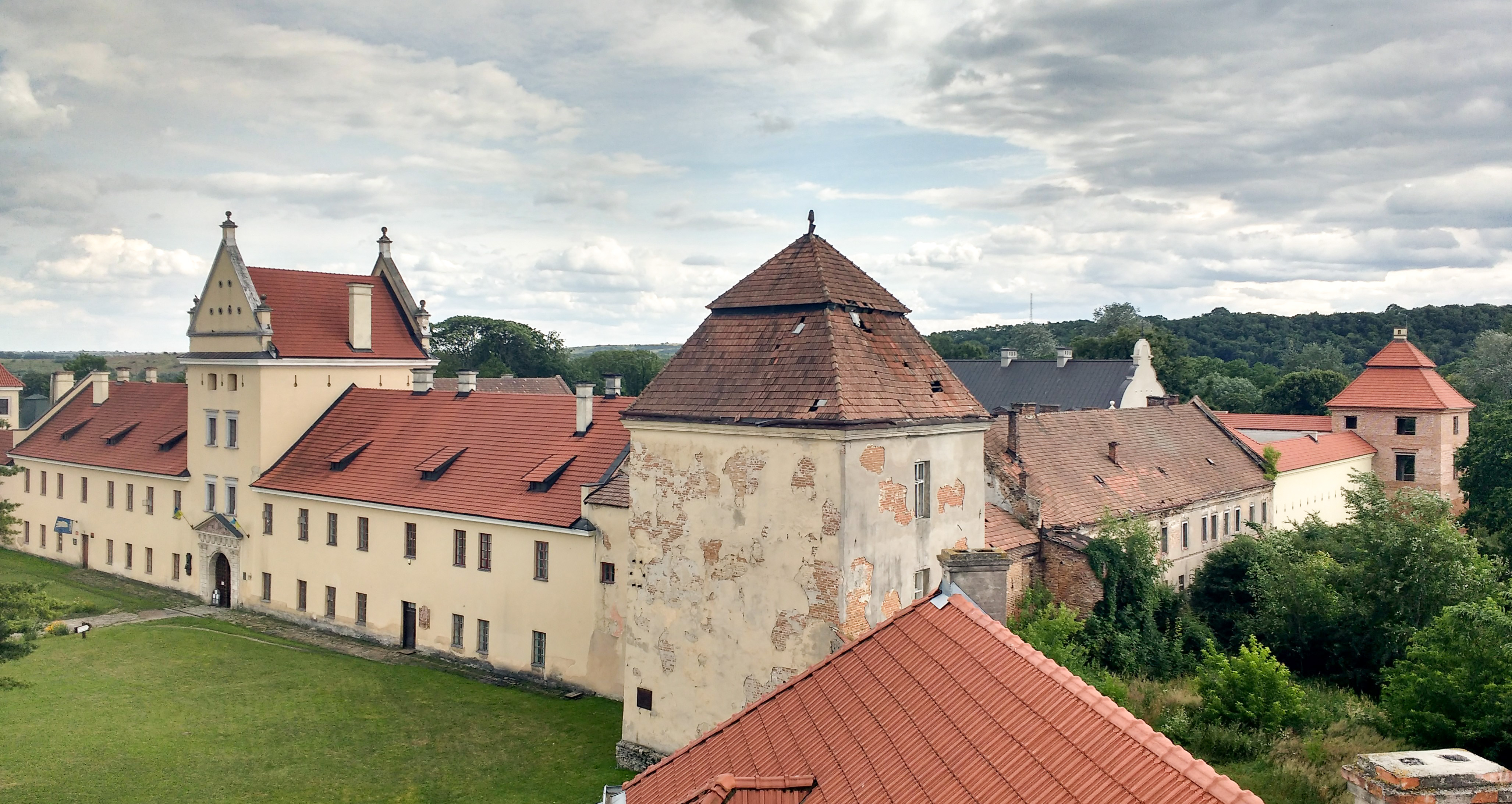